# آلفين روبنسون (كاتب أغاني)
آلفين روبنسون (بالإنجليزية: Alvin Robinson)‏ هو كاتب أغاني أمريكي، ولد في 22 ديسمبر 1937، وتوفي في 24 يناير 1989.

## وصلات خارجية
- آلفين روبنسون على موقع ميوزك برينز (الإنجليزية)
- آلفين روبنسون على موقع ديسكوغز (الإنجليزية)